# Porgy Key
Porgy Key est une île des Keys, archipel des États-Unis d'Amérique situé dans l'océan Atlantique au sud de la péninsule de Floride. Située dans le parc national de Biscayne, elle abrite le district historique de Jones Family avec Totten Key.